# USS San Marcos (LSD-25)
El USS San Marcos (LSD-25) era un LSD (acrónimo de Landing Ship Dock, buque dique de desembarco) de la clase Casa Grande de la US Navy proyectado a finales de la Segunda Guerra Mundial para el transporte de medios de desembarco y de vehículos pesados. Recibía su nombre en honor al Castillo de San Marcos, fue el segundo buque con este nombre, tras el acorazado de segunda Texas, que fue renombrado como San Marcos el 16 de febrero de 1911. En su periodo de servicio posterior en la Armada Española tomó el nombre de Galicia (TA-31/L-31), siendo el sexto buque de la armada con dicho nombre.
El San Marcos fue puesto en grada el 1 de septiembre de 1944 en Filadelfia, botado el 10 de enero de 1945 y comisionado el 15 de abril de 1945, su primer comandante fue L. E. Ellis.

## El buque
Disponía de un dique inundable de 103 metros de longitud por 13,30 metros de ancho, capaz de transportar tres lanchones pesados del tipo LCU o un gran número de lanchones tipo LCM (18 unidades del tipo LCM-6 o 7 del tipo LCM-8), todas ellas previamente cargadas de material pesado incluyendo carros de combate. Como transporte entre puertos podía transportar 27 carros de combate del tipo M-48 u 11 helicópteros pesados. Tras la modernización, se le añadió una pista de vuelo con capacidad para operar 3 AB-212.

## Historial
El buque, sirvió durante 42 años en las armadas de Estados Unidos y España.

### Armada de los Estados Unidos

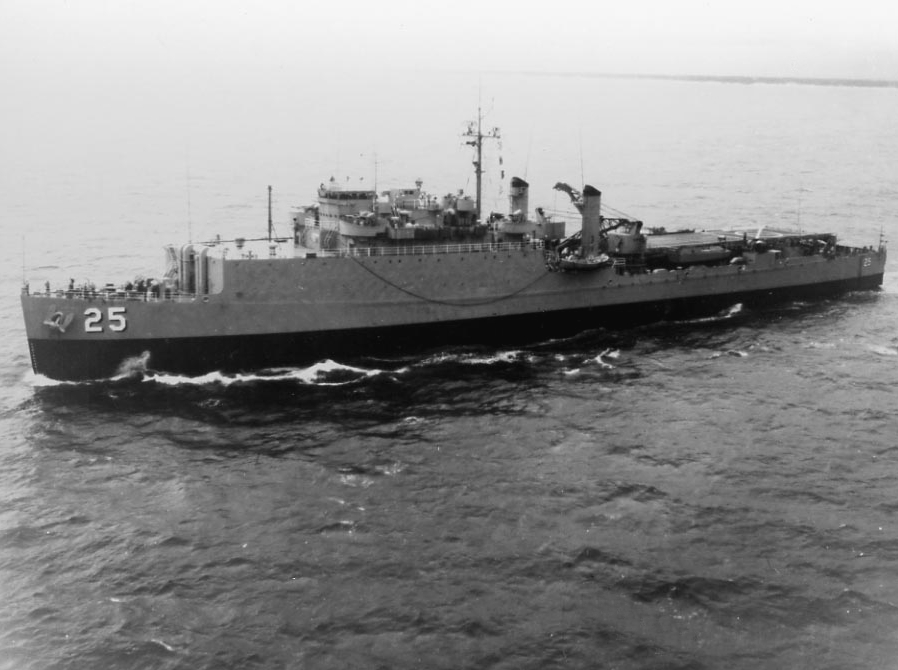
El USS San Marcos (LSD-25) en la década de los 60.

Realizó sus pruebas de mar a principios de mayo, cargo sus lanchas de desembarco el 19 de mayo, cruzó el Canal de Panamá, rumbo a Pearl Harbor. Llegó el 24 de junio, trasfirió su carga de 40 lanchas, y tomó una carga similar, partiendo el día 29 de mayo. Tras recalar en Guam, ancló en la bahía Buckner en Okinawa el 12 de agosto, tres días antes del cese de las hostilidades. El día 15 de agosto, se trasladó a Naha para reparar sus LCT (acrónimo de landing craft tank). Sobre el 20 de agosto, llegó a Saipán, donde cargo nuevas lanchas tipo LCM-6 (landing craft mechanized) y LCVP (landing craft vehicle and personnel), para usarlos con las fuerzas de ocupación de la bahía de Tokio. Llegó a Japón el 4 de septiembre y tras un periodo de mantenimiento, fue reasignado a operaciones de carga durante el año siguiente desde Aomori a Yokohama.
En enero de 1946, el San Marcos fue asignado al JTF 1 (Joint Task Force) para la operación Crossroads, la serie de pruebas atómicas en el atolón de Bikini durante el verano. Primero se situó en Okinawa, moviéndose posteriormente al este de Kwajalein, donde ayudó a preparar el lugar de las pruebas, permaneció en el JTF 1 durante las pruebas de julio, el 29 de agosto abandonó el JTF-1. A principios de septiembre, el buque se trasladó de las islas Marshall hasta Hawái y llegando en octubre a San Francisco (California). Durante las pruebas sufrió aplastamientos en algunas zonas de su estructura debido, principalmente, a las ondas expansivas originadas tras la detonación de las bombas atómicas, cicatrices que tuvo que llevar hasta el final de su vida operativa.
Separado provisionalmente del servicio para limpieza radiológica, reasumió sus operaciones a lo largo de la costa oeste de los Estados Unidos a principios de noviembre, y a finales de mes, transporto repuestos, lanchas y vehículos a las Islas Aleutianas. En diciembre, entró en los artilleros de Bremerton, recibiendo una última limpieza en 1947, reasumiendo en primavera sus misiones de carga entre la costa oeste y las Aleutianas, que terminaron en septiembre, cuando fue temporalmente transformado para testar las posibilidades de servir como dique seco para hidroaviones. En diciembre, comenzó la desactivación, y el 19 de diciembre, fue dado de baja y asignado a la flota de reserva del Pacífico con base en San Diego.
Tras el inicio de la guerra de Corea, el San Marcos, fue reactivado el 26 de enero de 1951, completando su puesta a punto en marzo, cuando fue asignado a la fuerza anfibia de la flota atlántica en mayo, navegando a través del Canal de Panamá hasta Little Creek (Virginia).
Llegó a finales de mayo y comenzó sus actividades en bases de Canadá, la ayuda logístico polar y ejercicios con la flota en el mar Caribe, entrando de nuevo en el astillero de Baltimore, (Maryland) en noviembre.
Tomó parte de los ejercicios en el Caribe en marzo. En abril, partió de Norfolk (Virginia), y embarco marines y su equipamiento en Morehead City, y zarpó hacia el este en el que sería su primer despliegue en el Mediterráneo. Cruzó el estrecho de Gibraltar a principios de mayo y operó con la sexta flota, desde el sur de Francia a Bengasi y la bahía de Phaleron, retornando en octubre al atlántico, y tras desembarcar a los marines en Carolina del Norte, se dirigió a Little Creek.
Durante 1953 y 1954, el San Marcos realizó ejercicios y transportó carga a lo largo de la costa este y del Mar Caribe. En enero de 1955, realizó un nuevo despliegue en el Mediterráneo.
Terminando ese despliegue en mayo, reasumió sus misiones en la costa de este y el Caribe, durante el verano de 1956 y las operaciones de la ayuda logística polar 1957. En septiembre de 1958 volvió a ser desplegado en el mediterráneo en un viaje de seis meses con la sexta flota. Volvió a unirse a la segunda flota en marzo de 1959; y, en mayo, testó métodos de recuperación para el Proyecto Mercury.
Durante los 60 y en los años 70, el San Marcos rotó regularmente entre la segunda y la sextas flota.
La rotura de relaciones diplomáticas y la tensión creciente entre los Estados Unidos y la Cuba y el malestar político en la República Dominicana trajeron operaciones extendidas en las Antillas a principios de 1961. En abril de 1961 el USS San Marcos fue utilizado en la ayuda directa de la Invasión de Bahía de Cochinos.
Esas operaciones fueron seguidas la ayuda en el "proyecto Mercury". En septiembre, recibió las modificaciones que le agregaron la capacidad de operar del helicópteros. fue modernizado durante cinco meses en el marco del programa FRAM II (Fleet Rehabilitation And Modernization), en 1962 y 1963 mejorándose las instalaciones para la tropa y el desembarco anfibio así como el control de las lanchas de desembarco. Se instaló un taller de reparación para medios de desembarco y una cubierta de vuelo para helicópteros que también podía utilizarse para el transporte de vehículos y carga general, además de recibir mejoras en el armamento y equipo electrónico.
Sus despliegues anuales (excluyendo 1964) en el mediterráneo, trajeron su participación en la flota binacional y más tarde multinacional (OTAN) . En 1964, se desplegó brevemente, en septiembre, participar en la operación Steel Pike, unas maniobras anfibias a gran escala celebradas en la costa de España.
El 13 de agosto de 1970, el San Marcos, retornó a Little Creek tras completar su último tour por el mediterráneo. Realizó ejercicios locales y en el Caribe en 1971, cuando fue designado para transferencia a la Armada Española. Su futura tripulación, llegó a mediados de abril para familiarizarse con el buque, actividad que duró hasta junio. El 1 de julio de 1971, el San Marcos fue dado de baja y transferido.

### Armada española
Tras acuerdo hispano-norteamericano de 1970, fue cedido a España, siendo bautizado en la Armada Española como Galicia (TA-31), cambiando años más tarde el numeral por L-31.
En su vida operativa con la Armada española destacó su participación en operaciones de la Armada durante la Marcha Verde en el Sáhara Occidental, concentrándose en noviembre de 1975, en Las Palmas de Gran Canaria junto a otros 13 buques de la Armada Española. y el traslado de material diverso para los acuartelamientos prefabricados de la isla de Alborán, donde fue preciso el apoyo aéreo de helicópteros pesados del tipo Chinook del Ejército de Tierra, siendo la primera vez que fueron utilizados en un buque de estas características.
En una ocasión hizo de Buque Escuela de Guardiamarinas con motivo de encontrarse en obras de gran reparación el Buque Escuela de la Armada Española Juan Sebastián de Elcano.[cita requerida] En otra ocasión, se quedó sin propulsión navegando en demanda de Canarias y, mientras se esperaba la llegada de otro buque de auxilio, se preparó un aparejo de fortuna y estuvo unas horas navegando a vela.[cita requerida] A principios de 1988 causó baja en la Lista Oficial de Buques de la Armada, después de cuarenta y tres años de servicio, 25 en la US Navy y 18 en la Armada Española.